# Příběhy pilota Pirxe
Příběhy pilota Pirxe (v polském originálu Opowieści o pilocie Pirxie) je povídková kniha z žánru sci-fi z roku 1968 polského spisovatele Stanisława Lema.
Jde o soubor devíti krátkých vědeckofantastických povídek, které spojuje literární postava astronavigátora a pilota kosmických raket Pirxe. První tři povídky „Test“, „Patrola“ a „Albatros“ byly jejím autorem poprvé zveřejněny již v knize Invaze z Aldebaranu v roce 1959, další tři povídky „Lov“, „Neštěstí“ a „Pirxovo vyprávění“ byly vydány v knize Lov z roku 1965 (česky vyšla v roce 1969), další vznikaly postupně později, do češtiny nebyly všechny doposud přeloženy.
Životní osudy hlavního hrdiny zde sledujeme od jeho mládí a studií na kosmické pilotní, navigátorské a kadetní škole až po dobu jeho mužné zralosti, kdy se stal výborným pilotem a kapitánem hvězdných korábů.

## Seznam povídek
1. „Test“ – povídka z Pirxových studií na kadetní škole, kdy prochází prvním simulovaným testem odolnosti, dovedností i statečnosti.
2. „Podmíněný reflex“ – povídka o Pirxově studijním pobytu na Měsíci, kdy zkoumá záhadu předchozího úmrtí dvou vědců pobývajících na odlehlé měsíční základně.
3. „Patrola“ – povídka o nebezpečné chybě v elektronickém systému řízení rakety, kterou Pirx objeví a zachrání sebe sama.
4. „Albatros“ – povídka o kosmické havárii rakety Albatros, které letí na pomoc obří turistický vesmírný koráb Titan společnosti Transgalaktik.
5. „Terminus“ – povídka o starém robotovi určeném pro údržbu jaderného reaktoru, který přežil havárii rakety a napůl se zbláznil.
6. „Lov“ – povídka o pomyslném "lovu" resp. zneškodnění nebezpečného důlního robota na Měsíci, který se porouchal při pádu roje meteoritů na měsíční povrch.
7. „Neštěstí“ – povídka o průzkumu neznámé planety a záhadně zmizelém robotovi.
8. „Ananké“ – příběh o nečekané havárii zbrusu nové velké dopravní rakety při jejím přistání na Marsu a o vyšetřování této havárie.
9. „Pirxovo vyprávění“ – vyprávění o neočekávaném setkání s neznámou kosmickou lodí mimozemšťanů.

V polském originálu je povídka „Přelíčení“ (česky ve sborníku „Pánův hlas“).

## Popis povídek

### Test
Příběh líčí Pirxův první simulovaný let v raketě ze Země na Měsíc v dobách jeho pilotních studií.

### Podmíněný reflex
Povídka vypráví o Pirxově studijní praxi na odlehlé vědecké základně ležící na odvrácené straně Měsíce, kde před nedávnem tragicky a nevysvětlitelně zahynuli dva vědci. Pirxovi se podaří jejich záhadnou smrt vysvětlit.

### Patrola
Pirx patroluje v odlehlé části Sluneční soustavy. Na obrazovce se mu začne objevovat záhadný objekt, který málem způsobí jeho smrt a záhubu jeho rakety. Pirx však nakonec přežije a záhada se posléze vyřeší, neboť se zjistí, že šlo o doposud neznámou technickou závadu v elektronickém systému rakety, která měla zničující vliv na psychiku kosmických pilotů patrolujících osaměle v odlehlé části Sluneční soustavy.

### Albatros
Příběh banální pracovní cesty turistickou kosmickou lodí Titan společnosti Trangalaktik se změní v dramatické líčení záchrany posádky z havarované rakety jménem Albatros a následně i z rakety Drak, která Albatrosu letěla na pomoc.

### Terminus
Pirx pilotuje starou nákladní raketu, která byla opravena po kosmické havárii, cestu mu komplikuje nejen pochybná posádka a celkový špatný technický stav stroje ale i starý robot, který se "zbláznil" v době kosmické havárie.

### Lov
Pirx na Měsíci pronásleduje porouchaného důlního robota, který začal být agresivní a lidem nebezpečný poté, co přežil pád meteoritického roje na měsíční povrch.

### Neštěstí
Pirx s několika dalšími lidmi prozkoumává neznámou planetu Jota/116/47, Proxima Vodnář a řeší problém neočekávaně zmizelého průzkumného robota, který sám sebe zničil nedovoleným skokem ze skály na skálu.

### Ananké
Pirx úspěšně vyřeší záhadu neočekávané havárie nové obří rakety, která vůbec poprvé měla přistát na Marsu v dobách jeho prvopočáteční lidské kolonizace.

### Pirxovo vyprávění
Příběh líčí neočekávanou událost, kdy se Pirx při cestě od Merkuru zničehonic setká s velkou a prastarou kosmickou lodí mimozemšťanů. Shoda nepříznivých okolností mu však vůbec nedovolí tuto loď sledovat, ba ani nafilmovat či nahlásit své pozorování na základnu.

## Filmové zpracování
- Zkouška pilota Pirxe, polsko-sovětský film z roku 1978, režie Marek Piestrak.[2] Jde o zpracování povídky „Přelíčení“.